# Begoña Fernández
Begoña Fernández Molinos (ur. 22 marca 1980 w Vigo) – hiszpańska piłkarka ręczna, reprezentantka kraju, grająca na pozycji obrotowej.
W 2008 r. w Macedonii zdobyła wicemistrzostwo Europy, a także została wybrana najlepszą obrotową turnieju. Podczas mistrzostw Świata w Chinach w 2009 r. również została wybrana najlepszą obrotową turnieju, a Hiszpania zajęła 4. miejsce.
Od sezonu 2012/13 będzie występowała w serbskim RK Zaječar.

## Kariera
- BM Sagunto (1998–2002)
- Itxako Reyno de Navarra (2002–2005)
- BM Elda Prestigio (2005–2008)
- Itxako Reyno de Navarra (2008–2012)
- RK Zaječar (2012–)

## Sukcesy

### reprezentacyjne
- Mistrzostwo Europy:
  - : 2008
- Igrzyska Olimpijskie:
  -  2012

### klubowe
- Liga Mistrzyń:
  - : 1998
  -  2014
- Mistrzostwo Hiszpanii:
  - : 1998, 2000, 2001, 2002, 2008, 2009, 2010
  - : 2006, 2007
- Puchar Królowej:
  - : 1998, 1999, 2000, 2010
- Superpuchar Hiszpanii:
  - : 2010
- Puchar EHF:
  - : 2009
  - : 2008

## Nagrody indywidualne
- 2008: najlepsza obrotowa mistrzostw Europy
- 2009: najlepsza obrotowa mistrzostw Świata